# نرجس رقيق
النرجس الرقيق نوع نباتي يتبع جنس النرجس من الفصيلة النرجسية. ينمو النبات من بصلة شتوية مبكرة معمرة.

## الموئل والانتشار
يعد النرجس الرقيق متوطنًا في المغرب العربي والبلقان وغرب حوض البحر الأبيض المتوسط.
غالبا ما ينمو هذا النوع من النرجس عند الحدود بين الأراضي الفلاحية أو على أسطح الصخور.

## الوصف
نبات عشبي معمر يصل طوله إلى 60سم، يزهر ما بين شهر يناير وفبراير، يصل ازهراره بين 8 و 12 زهرة لكل بصلة وتتميز أزهاره بلونها الابيض ورائحتها العطرة.